# Harold Edward Dahl
Harold Edward Dahl (Champaign, Estados Unidos, 29 de junio de 1909 – Canadá, 14 de febrero de 1956) fue un militar y piloto norteamericano que luchó en la Guerra civil española encuadrado en las Fuerzas Aéreas de la República Española. Era miembro de la "Patrulla Americana" en la escuadrilla de García Lacalle. Era conocido por el apodo de Whitey ("Rubio") debido a su color de pelo.

## Biografía
Nacido en Champaign, en el estado de Illinois, Dahl se graduó en una escuela de vuelo de Kelly Field el 28 de febrero de 1933 y ese mismo año se unió US Army Air Corps como subteniente. Su servicio militar terminó en 1936 debido a problemas relacionados con los juegos de apuestas y las consiguientes condenas judiciales. Entonces se convirtió en piloto comercial, pero nuevos problemas judiciales relacionados con el juego le forzaron a huir a cruzar la frontera y trasladarse a México.
Dahl operó varios vuelos chárter y comerciales que llevaban material para la Segunda República Española al puerto mexicano de Veracruz, ya que México era uno de los pocos países que apoyaban al gobierno republicano español. Por aquel entonces se enteró de que la República pagaba un buen salario para los pilotos brigadistas, por lo que se acabó viajando a España y uniéndose a la Aviación republicana bajo el nombre de Hernando Díaz Evans, siendo Evans el nombre de soltera de su madre. Durante el tiempo en que fue piloto de las Fuerzas Aéreas de la República Española, Dahl reclamó haber obtenido nueve victorias, aunque las autoridades republicanas sólo confirmaron cinco.

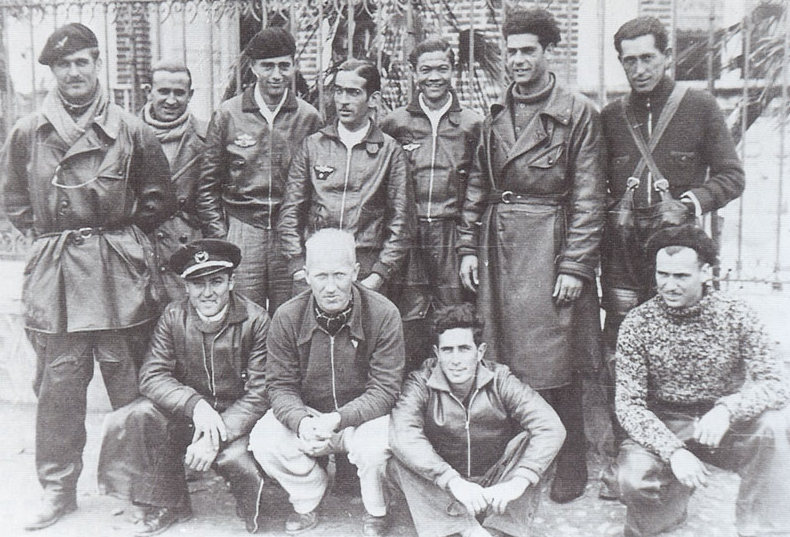
Miembros de la «escuadrilla Lacalle», febrero-marzo de 1937.

Dahl realizó su entrenamiento en el aeródromo de Los Alcázares, en Murcia. Allí fue donde conoció al también brigadistas norteamericano Frank Glasgow Tinker, con el cual acabaría estableciendo una estrecha amistad. Inicialmente operó con los obsoletos bombarderos Breguet XIX, pero a partir del 23 de enero de 1937 fue asignado a una unidad de cazas, la 1.ª Escuadrilla de Chatos dirigida por Andrés García La Calle y que empleaba los biplanos soviéticos Polikarpov I-15 "Chato". El 18 de febrero de 1937, durante la Batalla del Jarama, el "Chato" de Dahl fue interceptado y derribado por un Fiat C.R.32, aunque Dahl pudo saltar en paracaídas sobre territorio republicano y regresar a su unidad. En el mes de mayo, durante la reorganización de los escuadrones de caza, Dahl fue destinado a un escuadrón compuesto por una gran variedad de nacionalidades. Frank Glasgow Tinker comentaría más tarde que esto hizo muy difícil para los pilotos para coordinarse entre sí dentro del escuadrón durante los combates. Parece que este fue el caso cuando unas semanas más tarde, el 13 de junio, Dahl fue sorprendido por aviones enemigos, derribado sobre territorio enemigo y hecho prisionero.
Inicialmente fue juzgado por un consejo de guerra junto a otros pilotos soviéticos capturados y sentenciado a muerte "por rebelión". Desde los Estados Unidos hubo movimientos diplomáticos para conseguir si liberación. Un coronel norteamericano que había sido compañero de armas de Francisco Franco durante la guerra del Rif telegrafió al jefe de los sublevados pidiéndole clemencia. La pena de muerte de Dahl fue conmutada por la de cadena perpetua, aunque el 22 de febrero de 1940 fue liberado por los franquistas.
Poco después de haber sido puesto en libertad, regresó a los Estados Unidos. Dahl aceptó otro trabajo como brigadistas, esta vez en la Royal Canadian Air Force (RCAF) y posteriormente participaría en la Segunda Guerra Mundial. Entrenó a los futuros pilotos de combate que partirían para Europa en un aeródomo cercano a Belleville, Ontario. Fue aquí donde conoció a su segunda esposa, Eleanor Bowne, la hija de un hombre adinerado en Belleville. Tras el final de la contienda, fue acusado de haber robado equipo y material retirado de servicio de la RCAF. Para 1951, Dahl se unió a la aerolínea Swissair y pasó a residir en Suiza. En 1953 fue descubierto realizando contrabando de oro junto a su novia y fue expulsado del país, un suceso que provocó el divorcio de su esposa. Tras su vuelta a Canadá, se convirtió en piloto de transporte de mercancías al mando de un DC-3. El 14 de febrero de 1956 falleció en un accidente aéreo provocado por las malas condiciones climatológicas.